# Järnmyrtjärnarna (Malå socken, Lappland, 724960-164859)
Järnmyrtjärnarna är en sjö i Malå kommun i Lappland och ingår i Skellefteälvens huvudavrinningsområde.